# Igeltjärnen (Borlänge socken, Dalarna)
Igeltjärnen är en sjö i Borlänge kommun i Dalarna och ingår i Dalälvens huvudavrinningsområde.